# Камберленд (соус)

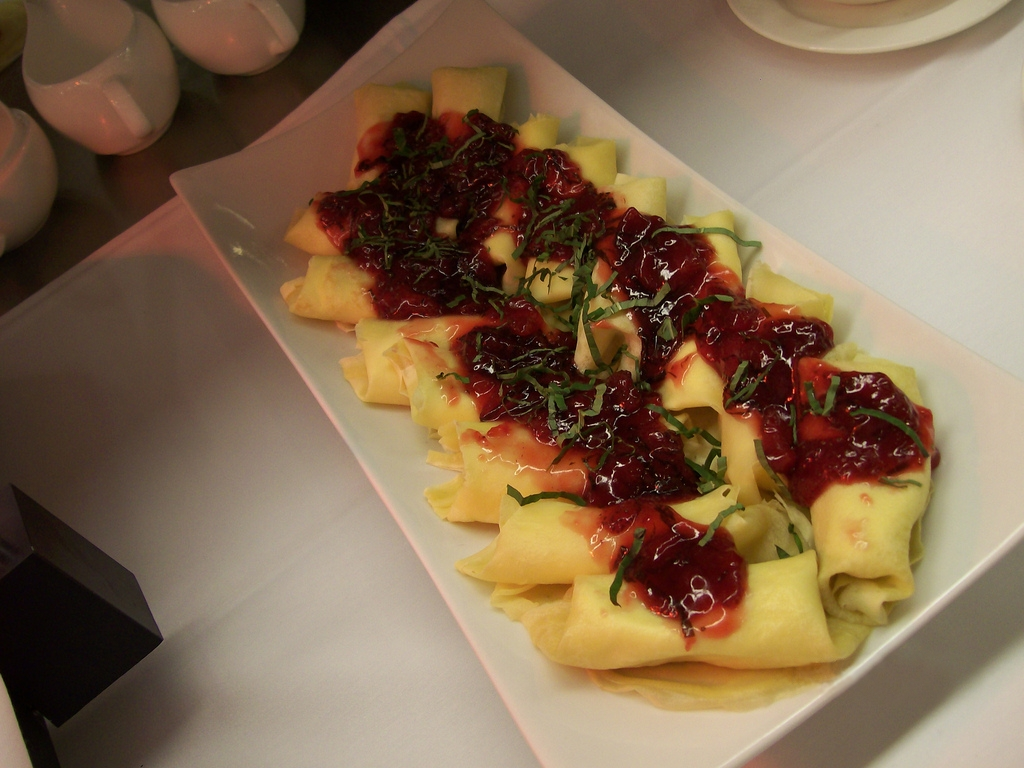
Млинці фаршировані качиним конфі, сервіровані з соусом камберленд

Соус камберленд (англ. Cumberland sauce) — пікантний столовий соус в класичній англійській та французькій кухні з порічок, портвейну та прянощів. Подається в холодному вигляді до шинки, пате, страв з баранини, яловичини та дичини.
Соус камберленд був винайдений в Ганновері (Німеччина) придворним кухарем і отримав назву з нагоди перебування в місті герцога Камберлендського, але незрозуміло, якого точно: або Вільяма Августа під час Семирічної війни, або Ернста Августа. Перша згадка про соус камберленд міститься у французькій куховарській книзі «Англійська кухня» видання 1904 року. Соус камберленд набув популярності завдяки Оґюсту Ескоф'є.
Для приготування соусу камберленд порічкове желе змішується з апельсиновим і лимонним соком, заправляється гірчицею, а тонка соломка з апельсинової цедри і цибулі шалота, іноді імбиру, притушовується в червоному вині. Потім всі інгредієнти змішуються і приправляються портвейном і каєнським перцем.